# بايلوك (تطبيق)
بايلوك (بالإنجليزية: ByLock)‏ هو تطبيق للهواتف الذكية يسمح للمستخدمين بالتواصل عبر اتصال خاص ومشفر. تم إطلاقه في عام 2014 على منصّات جوجل بلاي وآب ستور وبلاك بيري وويندوز فون. تم تنزيل التطبيق أكثر من 600.000 مرة منذ إطلاقه في أبريل 2014 حتى مارس 2016، عندما تم إغلاقه نهائيًا. أفاد جهاز المخابرات التركي (بالتركية: Millî İstihbarat Teşkilatı)‏ أنّ التطبيق تم تنزيله بشكل أساسي في تركيا والسعودية وإيران.
وفقًا لشهادة الأمان داخل البرنامج، فإن مُصمّم التطبيق هو ديفيد كينز (David Keynes). في مقابلة مع صحيفة حريت، ذكر كينز أن مُطوّر بايلوك كان زميلًا سابقًا في شقة له، والذي استخدم بطاقة ائتمان ديفيد كينز لنشر التطبيق على آب ستور. قال كينز أيضًا إن تطبيق بايلوك توقّف منذ يناير 2016.

## جدل حركة غولن
في تركيا، تعتبر حيازة التطبيق دليلاً على العضوية في حركة غولن، والتي يُزعم أنها مرتبطة بمحاولة الانقلاب التركية الفاشلة في يوليو 2016. اعتُبِرَ مستخدمو بايلوك إرهابيين في المحاكم التركية. وفقًا لإذاعة دويتشه فيله الألمانية، فإنّ من بين 215.000 مستخدم سابق لـبايلوك، تم اعتقال ما يقدر بـ 23.000 من قبل السلطات التركية. يعتقد البعض أن الاستخبارات التركية والسلطات التركية الأخرى تلاعبت بقاعدة بيانات بايلوك من أجل اعتقال أعضاء مشتبه بهم في حركة غولن. وأكّد تونكاي بيسيكجي، خبير التحقيقات الجنائية الرقمية في تركيا، أن "المحاكم التركية ترفض طلبات التحقيق في بيانات باي لوك وتحليلها من المؤسسات المستقلة. يعتقد تونكاي بيشيكجي أن هذا التطبيق هو على وجه التحديد إحدى القنوات التي يمكن لأتباع غولن التواصل عبرها، ويمكنها أيضًا مراقبة أنشطة الأعضاء الآخرين في المنظمة.
في ديسمبر 2017، كشفت السلطات التركية أن ما يقرب من نصف الأشخاص الذين حوكموا بسبب استخدام بايلوك على هواتفهم الذكية، ستتم مراجعة قضاياهم القانونية، حيث كان من الممكن إعادة توجيههم إلى التطبيق دون علمهم.